# محمد يشيل
محمد يشيل (بالتركية: Mehmet Yeşil)‏ هو لاعب كرة قدم تركي، ولد في 31 مايو 1998 في Ergani ‏ في تركيا. لعب مع طرابزون سبور.

## وصلات خارجية
- محمد يشيل على موقع اتحاد تركيا (لاعب) (الإنجليزية)
- محمد يشيل على موقع قاعدة بيانات كرة القدم.إي يو (الإنجليزية)
- محمد يشيل على موقع Soccerway.com (الإنجليزية)
- محمد يشيل على موقع عالم كرة القدم.نت (الإنجليزية)